# Nawèga
Nawèga est une commune rurale située dans le département de Thion de la province de la Gnagna dans la région de l'Est au Burkina Faso.

## Santé et éducation
Le centre de soins le plus proche de Nawèga est le centre de santé et de promotion sociale (CSPS) de Thion.